# Parafia Niepokalanego Serca Najświętszej Maryi Panny w Hadlach Szklarskich
Parafia Niepokalanego Serca Najświętszej Maryi Panny w Hadlach Szklarskich − parafia rzymskokatolicka znajdująca się w archidiecezji przemyskiej, w dekanacie Kańczuga.

## Historia
W 1792 roku grekokatolicy w Hadlach Szklarskich należący do parochii w Tarnawce, zbudowali cerkiew filialną pw. Przemienienia Pańskiego. Rzymsko-katolicy należeli do parafii w Jaworniku Polskim. W 1893 roku cerkiew została poświęcona, a w 1911 roku przeprowadzono gruntowny remont. W 1905 roku w Hadlach Szklarskich było 791 rzymsko-katolików i 228 grekokatolików. 
Po wysiedleniu grekokatolików, w 1946 roku mieszkańcy przejęli opuszczoną cerkiew, dobudowali zakrystię i zaadaptowali na kościół parafialny. 16 października 1946 roku dekretem biskupa Franciszka Bardy została erygowana parafia pw. Niepokalanego Serca Najświętszej Maryi Panny, z wydzielonego terytorium parafii Manasterz i parafii Jawornik Polski.
Późnobarokowa świątynia postawiona jest na planie prostokąta i poprzedzona od frontu dwukondygnacyjną wieżą o ramowych podziałach elewacji. Prowadzone restauracje nie zatarły pierwotnego jej wyrazu.
Na terenie parafii jest 760 wiernych (w tym: Hadle Szklarskie – 490, Hadle Kańczuckie – 265, Manasterz (część) – 8).
Proboszczowie parafii:
1946–1960. ks. Józef Ryczan (ekspozyt).
1960–1966. ks. Michał Poprawski (ekspozyt).
1966–1972. ks. kan. Julian Sołtys.
1972–1992. ks. kan. Edward Stochla.
1992–1999. ks. mgr Marian Jagieła.
1999–2016. ks. mgr Stanisław Śliwa.
2016– nadal ks. kan. mgr lic. Adam Hus.